# آرلت کنترراس
آرلت کنترراس (انگلیسی: Arlette Contreras؛ زادهٔ ۲۶ ژوئن ۱۹۹۰) وکیل اهل پرو است.
وی همچنین برندهٔ جوایزی همچون ۱۰۰ زن بی‌بی‌سی، تایم ۱۰۰، و جایزه بین‌المللی زنان شجاع شده‌است.